# Uromastycinae
Uromastycinae Theobold, 1868 è una sottofamiglia di sauri della famiglia Agamidae.

## Tassonomia
La sottofamiglia Uromastycinae comprende i seguenti generi e specie:
- Saara
  - Saara asmussi (Strauch, 1863)
  - Saara hardwickii (Gray, 1827)
  - Saara loricata (Blanford, 1874)
- Uromastyx
  - Uromastyx acanthinura Bell, 1825
  - Uromastyx aegyptia (Forskal, 1775)
  - Uromastyx alfredschmidti Wilms & Böhme, 2001
  - Uromastyx benti (Anderson, 1894)
  - Uromastyx dispar Heyden, 1827
  - Uromastyx geyri Müller, 1922
  - Uromastyx macfadyeni (Parker, 1932)
  - Uromastyx nigriventris Rothschild & Hartert, 1912
  - Uromastyx occidentalis Mateo, Geniez, Lopez-Jurado & Bons, 1999
  - Uromastyx ocellata Lichtenstein, 1823
  - Uromastyx ornata Heyden, 1827
  - Uromastyx princeps O'Shaughnessy, 1880
  - Uromastyx shobraki Wilms & Schmitz, 2007
  - Uromastyx thomasi Parker, 1930
  - Uromastyx yemenensis Wilms & Schmitz, 2007